# Karolos Papoulias
Karolos Papoulias (AFI: [ˈkaɾolos paˈpuʎas]) (in greco: Κάρολος Παπούλιας; Molyvdoskepastos, 4 giugno 1929 – Atene, 26 dicembre 2021) è stato un politico greco.

## Biografia
È stato uno dei fondatori del Movimento Socialista Panellenico (PASOK). Fu Presidente della Repubblica Ellenica dal 12 marzo 2005 al 13 marzo 2015, per due mandati consecutivi.